# Luo Yutong
Luo Yutong (n. 6 octombrie 1985, Huizhou⁠(d), Republica Populară Chineză) este un săritor în apă ce a reprezentat Republica Populară Chineză, medaliat olimpic. A participat la o ediție a Jocurilor Olimpice (2012) în care a câștigat o medalie de aur.